# يو تشانغ-هيون
يو تشانغ-هيون (هانغل: 유창현) هو لاعب كرة قدم كوري جنوبي في مركز الهجوم، ولد في 14 مايو 1985 في هانام في كوريا الجنوبية. لعب مع بوهانغ ستيلرز وجونبك هيونداي موتورز ونادي سونغنام.

## وصلات خارجية
- يو تشانغ-هيون على موقع الاتحاد الدولي (مؤرشف)  (الإنجليزية)
- يو تشانغ-هيون على موقع دوري كوريا الجنوبية (الإنجليزية)